# منتخب صربيا تحت 17 سنة لكرة القدم
منتخب صربيا تحت 17 سنة لكرة القدم هو ممثل صربيا الرسمي في المنافسات الدولية في كرة القدم في فئة كرة قدم تحت 17 سنة للرجال، يديريه اتحاد صربيا لكرة القدم.

## تشكيلة المنتخب

### قائمة اللاعبين
2005 - Stéphane Jovetić